# Конмаэл мак Эбер
Конмаэл (др.‑ирл. Conmáel), сын Эбер Финна — легендарный Верховный король Ирландии из племени Сыновей Миля.
Согласно средневековым ирландским легендам и историческим традициям, Конмаэл стал Верховным королём Ирландии, когда убил Итриала, сына Ириел Файда, в битве при Райриу (Rairiu). Он был первым Верховным королём Ирландии из рода Миля, который родился в Ирландии, и первым из королей Мунстера, ставших правителем острова. Он сражался в двадцати пяти битвах против потомков Эремона. Конмаэл правил островом в течение тридцати лет, пока не был убит Тигернмасом в битве при Оэнах Маха (Óenach Macha). Сыном Конмаэла был Эоху Фаэбарглас (Серая Секира). Его потомками считали себя Эоганахты, а также племена и династии Дал Гашь, Кианнахта, Гайленга, Луйгне и Уи Эхах.
Lebor Gabála Érenn синхронизировала его правление с временем жизни Самсона в древнем Израиле. Согласно Джеффри Китингу, Конмаэл правил в 1239—1209 до н.э, а согласно «Анналам четырёх мастеров» — с 1651 до 1621 до н.э